# Miconia fissa
Miconia fissa är en tvåhjärtbladig växtart som beskrevs av Henry Allan Gleason. Miconia fissa ingår i släktet Miconia och familjen Melastomataceae. Inga underarter finns listade i Catalogue of Life.